# Tatiana Okunévskaya
Tatiana Kiríllovna Okunévskaya (en ruso: Татья́на Кири́лловна Окуне́вская; 18 de febrerojul./ 3 de marzo de 1914greg., Zavidovo, Imperio ruso-15 de mayo de 2002, Moscú, Rusia) fue una actriz rusa y soviética.

## Biografía
Okunévskaya nació en Zavidovo, gobernación de Moscú, en 1914. Participó activamente en el cine y el teatro soviéticos desde 1933 hasta 1948, tras lo cual fue arrestada por presunta agitación y propaganda antisoviética, violada por Lavrenti Beria en su residencia, y condenada a diez años de trabajo en Steplag. Beria la recogió con el pretexto de llevarla a actuar para el Politburó. En cambio, la llevó a su dacha donde se ofreció a liberar a su padre y a su abuela de la prisión de la NKVD si ella se sometía. Luego la violó diciéndole «grita o no, no importa». Beria ya sabía que sus familiares habían sido ejecutados meses antes. Okunévskaya fue arrestada poco después del encuentro y sentenciada a confinamiento solitario en el gulag, al que sobrevivió.
Tras su liberación en 1954, regresó al teatro, donde trabajó hasta 1959. De 1959 a 1979, trabajó como artista para Gosconcert (la Compañía de Conciertos del Estado Soviético) y Mosconcert (su equivalente en Moscú). Su salud anteriormente sólida se deterioró rápidamente debido a las complicaciones de una cirugía en 2000, que culminó con su muerte en Moscú en 2002.

## Filmografía seleccionada
- Goryachie denyochki (1935)
- Eto bylo v Donbasse (1945)
- Zvezda plenitelnogo schastya (1975)
- Dom dlya bogatykh (2000)